# Abraham Kiplimo

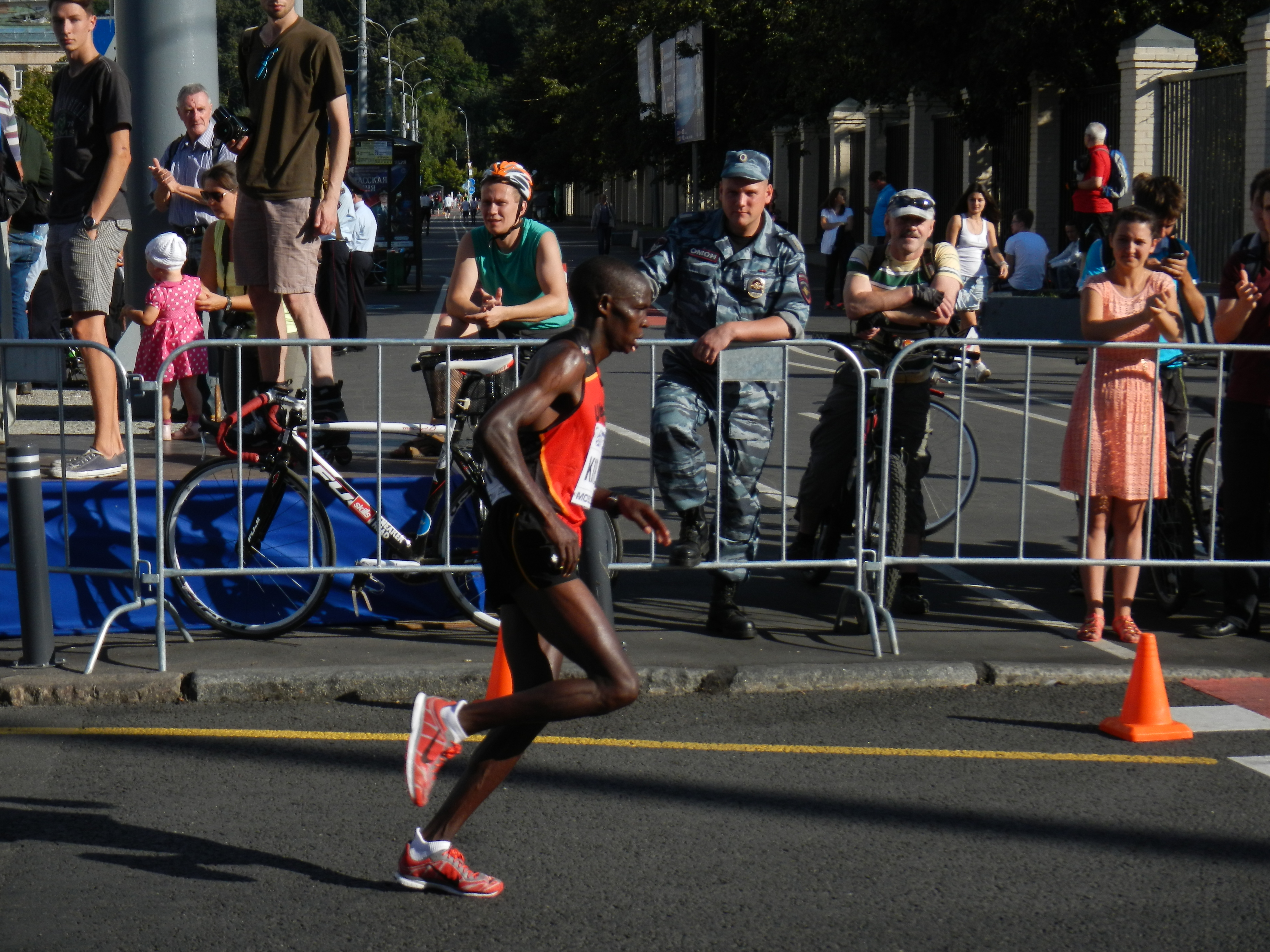
Abraham Kiplimo bei den Weltmeisterschaften 2013

Abraham Kiplimo (* 14. April 1989 in Suam, Distrikt Kapchorwa) ist ein ugandischer Langstreckenläufer.
2010 wurde er Vierter beim Zevenheuvelenloop. Über 5000 m schied er bei den Leichtathletik-Weltmeisterschaften 2011 in Daegu und bei den Olympischen Spielen 2012 in London im Vorlauf aus.
2013 wurde er Elfter beim Rotterdam-Marathon und kam beim Marathon der WM in Moskau auf den 19. Platz. Im Jahr darauf siegte er beim Beppu-Ōita-Marathon, wurde Dritter beim Göteborgsvarvet und gewann Bronze beim Marathon der Commonwealth Games in Glasgow.
2015 wurde er Vierter beim Beppu-Ōita-Marathon und Fünfter beim Hamburg-Halbmarathon. Im selben Jahr nahm er bei den Weltmeisterschaften in Peking am Marathonrennen teil, erreichte das Ziel jedoch nicht.

## Persönliche Bestzeiten
- 5000 m: 13:10,40 min, 22. Juli 2011, Barcelona
- 10.000 m: 27:49,76 min, 27. Mai 2012, Hengelo
- 15-km-Straßenlauf: 43:04 min, 21. November 2010, Nijmegen
- Halbmarathon: 1:01:55 h, 18. Mai 2014, Göteborg
- Marathon: 2:09:23 h, 2. Februar 2014,	Ōita